# Ocotea mollicella
Ocotea mollicella är en lagerväxtart som först beskrevs av Joseph Blake, och fick sitt nu gällande namn av H. van der Werff. Ocotea mollicella ingår i släktet Ocotea och familjen lagerväxter. Inga underarter finns listade i Catalogue of Life.